# Puente de Niebla
El puente de Niebla es un antiguo puente ferroviario situado en el municipio español de Niebla, en la provincia de Huelva. Originalmente, formaba parte del ferrocarril de Riotinto, que estuvo operativo entre 1875 y 1984. En la actualidad la infraestructura se mantiene operativa para uso peatonal.

## Historia
Diseñado por el ingeniero británico George Barclay Bruce, el de Niebla constituyó el más largo de los ocho puentes que se levantaron para el ferrocarril de Riotinto. Tenía una longitud de 140 metros, dividido en seis tramos iguales de unos veintitrés metros cada uno, y salvaba el paso sobre el río Tinto. Los apoyos de la estructura metálica eran macizos de fábrica, colocados en posición diagonal respecto del trazado. Además, tenía una anchura era de 3,60 metros y disponía de dos aceras laterales. El puente entró en servicio en 1875 y se mantuvo en funcionamiento hasta la clausura de la línea, en 1984.
En la actualidad se encuentra restaurado para su uso peatonal, después de una inversión de unos 300.000 €. Desde principios del año 2021 se puede atravesar usando un pequeño sendero que sigue el recorrido de las antiguas vías del ferrocarril minero de Riotinto.